# Clemis Eugene Kaplan
Mor Clemis Eugene (Augin) Kaplan is aartsbisschop van de Syrisch-orthodoxe Kerk van Antiochië in westelijk Verenigde Staten.
Hij is in 1955 geboren in Kamishli, Syrië. Kaplan voltooide zijn secundaire onderwijs in Kamishli. In 1969 betrad hij het St. Efrem Theologische Seminaris in Atshaneh, te Libanon en studeerde af in 1973. Vervolgens volgde hij een theologisch, pastorale en liturgische opleiding aan het Zafaran Klooster (Deyro d-Za'faran) in Mardin, Turkije. 
In 1971 werd hij monnik en in 1983 werd hij tot priester gewijd. Van 1974 tot en met 1981 diende hij in het Zafaran klooster als leraar van de Syrische en Arabische taal en theologie. In 1982 werd Kaplan als hoofd van het theologische seminaris van het Mor Gabriel Klooster in Turkije aangesteld en diende in zijn functie tot 1990. 
Op 12 april 1991 werd monnik Kaplan gewijd tot metropoliet en patriarchaal vicaris door patriarch Mor Ignatius Zakka I Iwas voor de westelijke Verenigde Staten.
Mor Clemis Eugene Kaplan is auteur van vele theologische, historische en taalkundige artikelen en heeft vele boeken en artikelen van en naar het Arabisch, Syrisch en Turks vertaald.